# Chiesa di San Lorenzo Martire (Minerbe)
La chiesa di San Lorenzo Martire, o anche solo chiesa di San Lorenzo, è la parrocchiale di Minerbe, in provincia e diocesi di Verona; fa parte del vicariato di Legnago.

## Storia
I primi documenti che attestano l'esistenza della pieve di San Lorenzo Martire di Minerbe risalgono al Trecento.
All'inizio del XIX secolo si decise di sostituire l'antico luogo di culto romanico; così, nel 1824 iniziarono i lavori di costruzione della nuova parrocchiale, la quale venne poi ultimata nel 1849, anno in cui venne terminato anche il campanile.
La facciata fu invece portata a compimento nel 1910, come ricordato anche da un'epigrafe che recita la scritta: "D.O.M. / DIV. LAURENTII MARTIRIS / HUIUS TEMPLI FRONS / MIRA POPULI CONCORDIA / A FUNDAMENTIS ERECTA / MCMX".
Nel 1947 il pittore Aldo Tavella eseguì le decorazioni del presbiterio e in epoca postconciliare la chiesa venne adeguata alle nuove norme; nel biennio 2013-14 si procedette al restauro dell'organo.

## Descrizione

### Facciata
La facciata a salienti della chiesa, rivolta a occidente, è suddivisa da due cornici marcapiano in tre registri, tutti scanditi da lesene. Quello inferiore presenta al centro il portale maggiore, affiancato da colonnine, e ai lati gli ingressi secondari, quello mediano è caratterizzato da una finale di loggette, mentre quello superiore, affiancato da due volute, è abbellito da un ampio archi a tutto sesto e coronato dal timpano di forma triangolare.
Annesso alla parrocchiale è il campanile a base quadrata, la cui cella presenta su ogni lato una serliana ed è coronata dalla cupola poggiante sul tamburo.

### Interno
L'interno dell'edificio è suddiviso in tre navate da pilastri, sorreggenti degli archi a tutto sesto e abbelliti da semicolonne con capitelli compositi sopra cui corre la trabeazione modanata e aggettante sulla quale si impostano le volte; al termine dell'aula si sviluppa il presbiterio, rialzato di alcuni gradini e chiuso dall'abside semicircolare.
Qui sono conservate diverse opere di pregio, tra le quali il dipinto con soggetto la Risurrezione di Cristo, eseguita da Antonio Rebustini, e i due dipinti raffiguranti rispettivamente le Nozze di Cana e l'Ultima Cena, eseguiti anch'essi dal Robustini.